# Hochschule für Philosophie München
Die Hochschule für Philosophie München (HFPH) ist eine staatlich anerkannte Hochschule in Trägerschaft der Gesellschaft Jesu.
Die Hochschule in der Kaulbachstraße in München liegt in unmittelbarer Nähe der Staatsbibliothek München und der Ludwig-Maximilians-Universität. Studiengänge der Philosophie können mit Bachelor und Master abgeschlossen werden, auch Promotion und Habilitation sind möglich. Daneben gibt es verschiedene Weiterbildungsangebote.
An der HFPH unterrichten 10 Professorinnen und Professoren, hinzu kommen wissenschaftliche Mitarbeiter und Lehrbeauftragte.

## Ziele

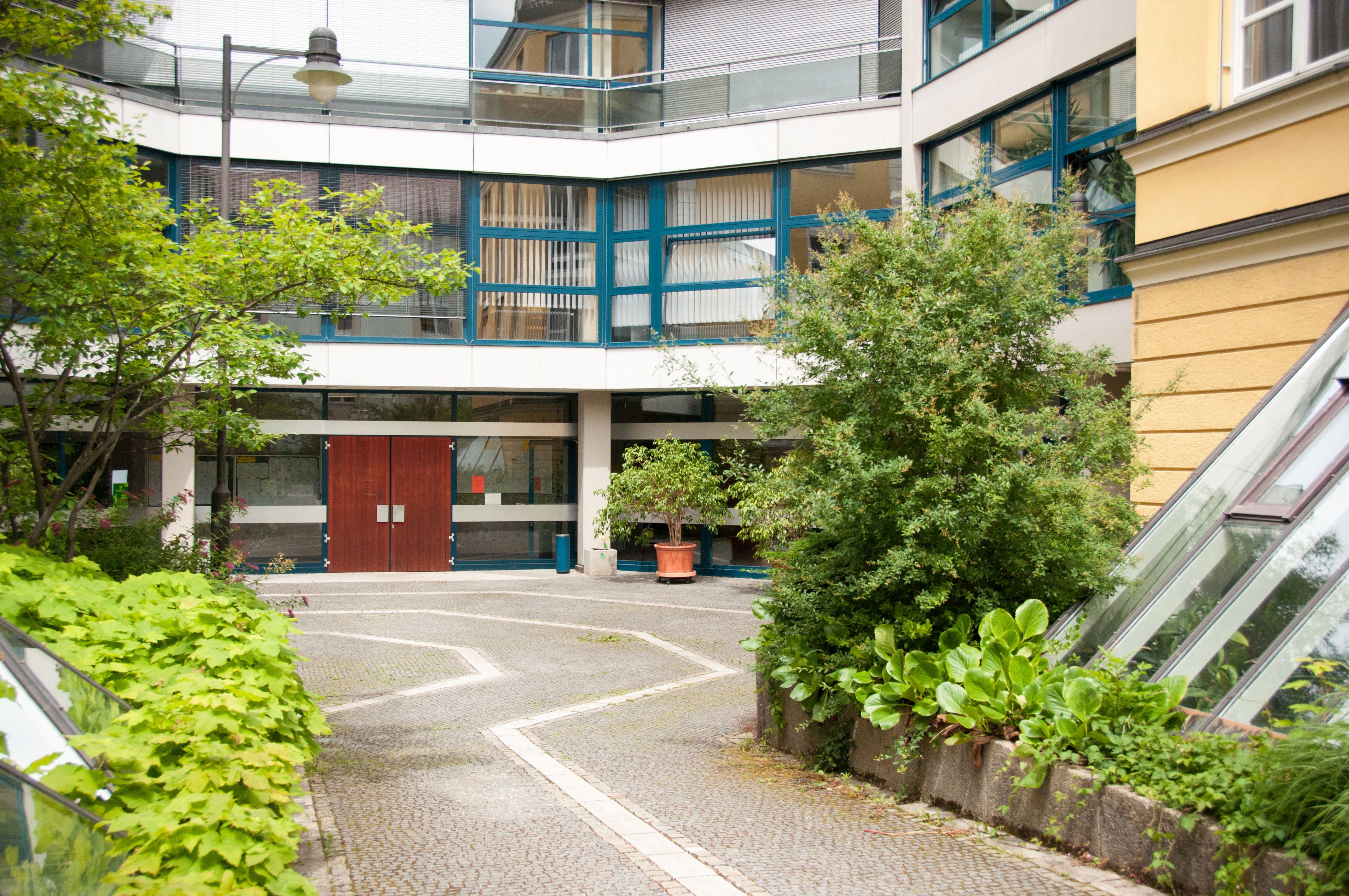
Innenhof der HFPH im Juni 2015

Gemäß der Satzung sind Ziel und Aufgabe der Hochschule für Philosophie München:
- Philosophie zu treiben und die Kenntnis der Philosophiegeschichte zu fördern;
- die Beziehungen zwischen Philosophie und anderen Wissenschaften, insbesondere der Theologie, zu reflektieren;
- die Erkenntnisse der Philosophie für das Leben und Zusammenleben der Menschen nutzbar zu machen.

## Geschichte
Die Hochschule wurde 1925 von dem späteren Kardinal Bea als Berchmanskolleg in Pullach bei München gegründet. Der Name stammte von dem 1621 verstorbenen und 1888 heiliggesprochenen flämischen Jesuitenstudenten Jan Berchmans. Das Berchmanskolleg war ursprünglich ein der Ausbildung der Jesuiten gewidmetes Studienhaus, in dem die Studenten und Dozenten der Gesellschaft Jesu wohnten und lebten. In diesem Ordenshaus fanden zugleich die auf das Theologiestudium ausgerichteten philosophischen Vorlesungen statt. Bereits in den ersten Jahrzehnten ihres Bestehens erreichte die Ordenshochschule einen hervorragenden wissenschaftlichen Ruf als philosophische Ausbildungsstätte.
In der Zeit des Nationalsozialismus war das Berchmanskolleg ein Treffpunkt der Widerstandskämpfer des Kreisauer Kreises. Eine 1997 angebrachte Gedenktafel am Eingang der heutigen Ordensniederlassung in der Münchner Kaulbachstraße erinnert noch heute an die Jesuiten Augustin Rösch, Rupert Mayer, Lothar König und Alfred Delp.
Schon ab 1945 hat die Ordenshochschule alljährlich einige nicht dem Orden angehörende Studenten aufgenommen.
Im Jahre 1971 wurde die Hochschule von Pullach nach München verlegt. Dem Geiste des II. Vatikanischen Konzils entsprechend, öffnete sich die Hochschule allen Studierenden, ungeachtet der Religionszugehörigkeit. Seitdem wird der Name Berchmanskolleg nur für die Ordensniederlassung in der Münchner Kaulbachstraße verwendet. Die Pullacher Gebäude beherbergen heute die erzbischöflichen Tagesheimschulen Pullach.

## Philosophische Tradition

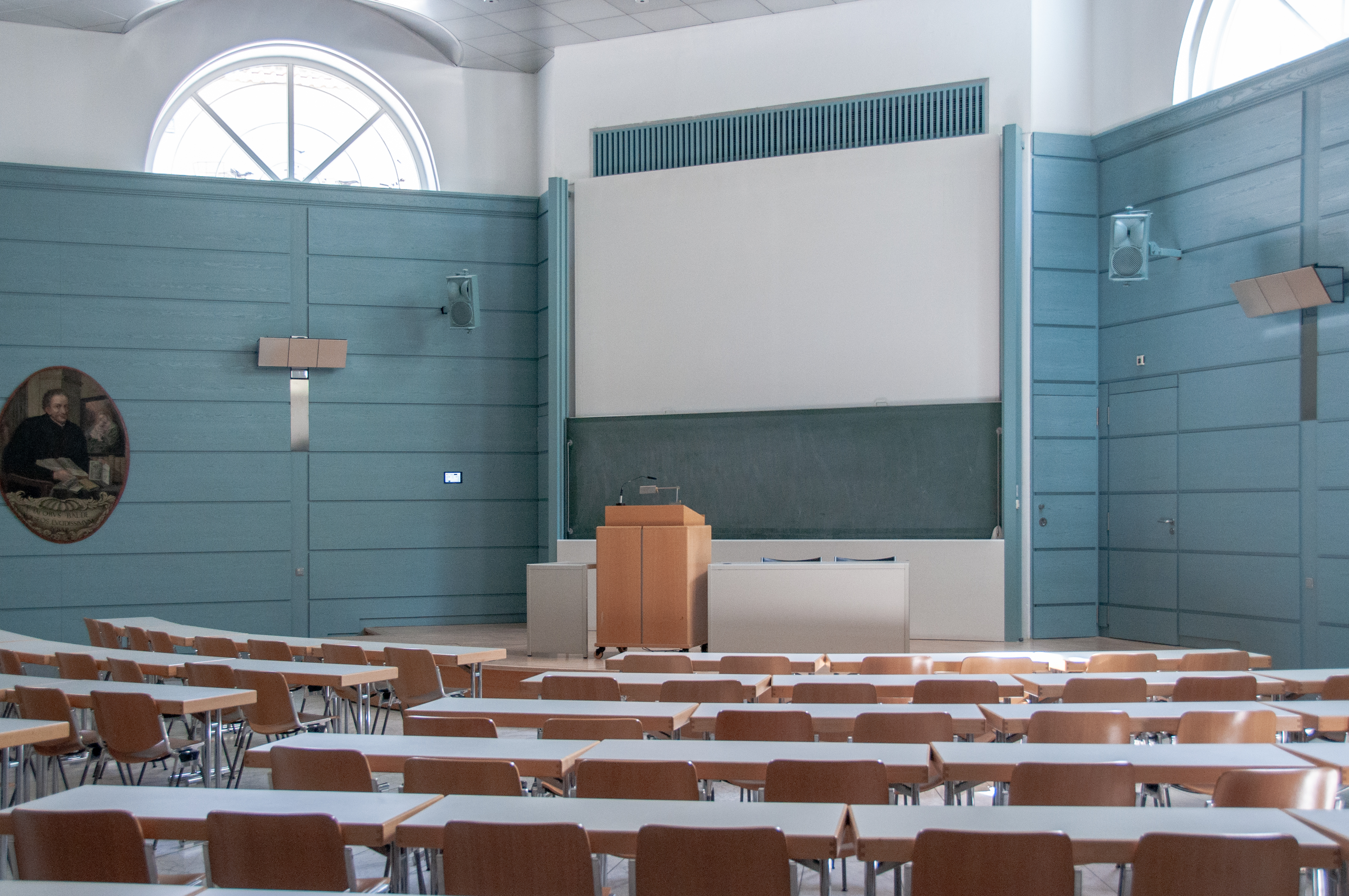
Aula der HFPH im April 2018

Die philosophische Tradition der Hochschule war bis in die 1970er Jahre vom Denken der Neuscholastik geprägt. Man orientierte sich vor allem an der Schule des Thomas von Aquin und anderer Klassiker des Mittelalters und der frühen Neuzeit. Die Zeit ab 1938 gilt als ihre klassische Periode. Hier stand die Hochschule unter dem Einfluss von drei Professoren, die als das „Pullacher Dreigestirn“ galten: Josef de Vries (1898–1989), der vor allem Erkenntnistheorie, aber auch nahezu alle anderen Fächer dozierte und über 30 Jahre der Dekan der Fakultät war, Walter Brugger (1904–1990), der das bekannte „Philosophische Wörterbuch“ herausgab und eine große „Summe einer philosophischen Gotteslehre“ verfasste, und Johannes B. Lotz (1903–1992), der sich darum bemühte, die Philosophie der Neuscholastik mit dem Denken Martin Heideggers zu vermitteln.
Mit der Emeritierung der drei verschwand ab den 1970er Jahren zunehmend die Vorherrschaft des scholastischen Erbes, und es erfolgte eine verstärkte Auseinandersetzung mit der Gegenwartsphilosophie wie der Phänomenologie, der Existenzphilosophie, der sprachanalytischen Philosophie und der Philosophie des Geistes.
Heute zählen zu den Forschungsschwerpunkten u. a. die Philosophische Anthropologie und Philosophie des Geistes, Praktische Philosophie und angewandte Ethik sowie Religionsphilosophie und Philosophische Gotteslehre. Die HFPH verfügt über verschiedene Forschungseinrichtungen:
- Institut für Religionsphilosophie[8] (Gründung: 1975)
- Rottendorf-Projekt „Schritte zu einer neuen Weltkultur“[9] (Gründung: 1983)
- Institut für naturwissenschaftliche Grenzfragen zur Philosophie und Theologie[10] (Gründung: 1997)
- Pannenberg-Forschungsstelle[11] (Gründung: 2013)
- Institut für Ethik und Sozialphilosophie[12] (Gründung: 2016)
- Zentrum für Ethik der Medien und der digitalen Gesellschaft[13] (Gründung: 2016, mit Katholische Universität Eichstätt-Ingolstadt)
- Center for Responsible AI Technologies[14] (Gründung: 2022, mit Technische Universität München und Universität Augsburg)

Diese Schwerpunkte werden durch das Third-Mission-Institut „Zentrum für Globale Fragen“ (Gründung: 1971, als "Institut für Gesellschaftspolitik") ergänzt.

## Studiengänge
An der Hochschule können die folgenden Studiengänge belegt werden:
- 1-Fach-Bachelor in Philosophie (180 ECTS)[16]
- konsekutiver Master in Philosophie (120 ECTS)[17]
- Promotion in Philosophie zum Dr. phil.[18]

Im Bereich der Weiterbildung hat die Hochschule folgende Angebote:
- weiterbildender Master Ethik  in den Schwerpunkten Ethik des interkulturellen Dialogs, Medienethik, Medizinethik und Wirtschaftsethik (120 ECTS)[19]
- Im Rahmen der weiterbildenden Master sind auch Modulstudien in den folgenden Schwerpunkten möglich: Ethik des interkulturellen Dialogs[20], Medienethik[21], Medizinethik[22] und Wirtschaftsethik[23] (je 36 ECTS)

Darüber hinaus bietet die Hochschule das Zertifikat Modulstudium „Philosophicum“ (60–80 ECTS), das in einem Zeitrahmen von 1 bis 3 Jahren studiert werden kann, sowie die studienbegleitenden Zertifikate „Philosophie und Leadership“ und „Globale Solidarität“ an. Über die Kooperation „Modulstudien Philosophie“ können Studierende der TUM an der HFPH ECTS-Punkte in Philosophie erwerben.
- Der Unternehmer und Philanthrop Erich Lejeune stiftete 2012 den Erich-Lejeune-Lehrstuhl für Philosophie und Motivation unter der Leitung von Godehard Brüntrup. Im Jahre 2019 wurde der Lehrstuhl wieder eingestellt. Lejeune ist seit 2010 Dr. H.c. für Philosophie.

## Präsidenten
- Albert Keller (1970–1976)
- Hans Zwiefelhofer (1976–1982)
- Gerd Haeffner (1982–1988)
- Peter Ehlen (1988–1994)
- Hans Goller (1994–1999)
- Norbert Brieskorn (1999–2005)
- Michael Bordt (2005–2011)
- Johannes Wallacher (seit 2011)

## Fakultät

### Lehrende Professoren
- Godehard Brüntrup (* 1957), Professor für Metaphysik, Sprachphilosophie und Philosophie des Geistes
- Dominik Finkelde (* 1970), Professor für Erkenntnistheorie und Philosophie der neuesten Zeit
- Eckhard Frick (* 1955), Professor für Anthropologische Psychologie
- Claudia Paganini (* 1978), Professorin für Medienethik
- Benjamin Rathgeber, Professor für Naturphilosophie mit Schwerpunkt Natur und Geist
- Michael Reder (* 1974), Professor für Sozialphilosophie und Religionsphilosophie
- Georg Sans (* 1967), Professor für Religions- und Subjektphilosophie
- Barbara Schellhammer (* 1977), Professorin für Intercultural Social Transformation
- Johannes Wallacher (* 1966), Professor für Sozialwissenschaften und Wirtschaftsethik
- Patrick Zoll (* 1977), Professor für Metaphysik

### Emeritierte Professoren
- Bernhard Grom (* 1936), Professor (entpflichtet) für Religionspsychologie und Religionspädagogik
- Rüdiger Funiok (* 1942), Professor (entpflichtet) für Kommunikationswissenschaft, Pädagogik und Erwachsenenpädagogik
- Johannes Müller (* 1943), Professor emeritus für Sozialwissenschaften und Entwicklungspolitik
- Norbert Brieskorn (* 1944), Professor (entpflichtet) für Sozial- und Rechtsphilosophie
- Harald Schöndorf (* 1944), Professor (entpflichtet) für Erkenntnislehre und Geschichte der Philosophie
- Christian Kummer (* 1945), Professor (entpflichtet) für Naturphilosophie
- Josef Schmidt (* 1946), Professor (entpflichtet) für Philosophische Gotteslehre und Geschichte der Philosophie
- Johannes Herzgsell (* 1955), Professor (entpflichtet) für Grundlegung der Theologie, für Religionswissenschaft und für Religionsphilosophie
- Stefan Bauberger (* 1960), Professor (entpflichtet) für Naturphilosophie und Wissenschaftstheorie
- Michael Bordt (* 1960), Professor (entpflichtet) für Philosophische Anthropologie, Ästhetik und Geschichte der Philosophie
- Andreas Trampota (* 1963), Professor (entpflichtet) für philosophische Ethik

### Ehemalige Professoren
- Josef de Vries (1898–1989)
- Johannes B. Lotz (1903–1992)
- Walter Brugger (1904–1990)
- Adolf Haas (1914–1982)
- Walter Kerber (1926–2006)
- Béla Weissmahr (1929–2005)
- Giovanni B. Sala (1930–2011)
- Albert Keller (1932–2010)
- Friedo Ricken (1934–2021)
- Peter Ehlen (1934–2022)
- Antonio Ponsetto (1936–2016)
- Gerd Haeffner (1941–2016)

## Alumni und weitere Studierende

### Alumni (Auswahl)
- Mubabinge Bilolo, Professor für Altägyptische Philosophie und Religionswissenschaft
- Alfred Delp (1907–1945), Jesuit und Mitglied des Kreisauer Kreises, studierte Philosophie am Berchmanskolleg in Pullach
- Christian Demand, Herausgeber der Zeitschrift Merkur
- Ottmar Edenhofer, (* 1961), Professor an der Technischen Universität Berlin und Direktor am Potsdam-Institut für Klimafolgenforschung (PIK).
- Gerhard Ernst, (* 1971), Professor für Philosophie an der Universität Erlangen-Nürnberg und seit 2018 Präsident der Deutschen Gesellschaft für Philosophie
- Mario Fischer, (* 1976), Generalsekretär der Gemeinschaft Evangelischer Kirchen in Europa (GEKE)
- Daniela Frank (* 1962), Geschäftsführerin des Catholic Media Council (CAMECO) in Aachen
- Heiner Geißler, CDU-Politiker, von 1977 bis 1989 Generalsekretär der CDU
- Hanna-Barbara Gerl-Falkovitz, Professorin für Religionsphilosophie und vergleichende Religionswissenschaft an der Technischen Universität Dresden
- Felix Gmür, (* 1966), Bischof von Basel
- Benedikt Paul Göcke, Professor für Philosophisch-Theologische Grundfragen an der Ruhr-Universität Bochum[28]
- Johannes Heinrichs, (* 1942) Philosoph, Semiotiker
- Erwin Huber, (* 1946) ehemaliger Parteivorsitzender der CSU
- Paul Klimpel, Verwaltungsdirektor der Stiftung Deutsche Kinemathek
- Lukas Köhler, Mitglied des Bundestages und Generalsekretär der FDP in Bayern[29][30]
- Wolfgang Krach, (* 1963), Chefredakteur der Süddeutschen Zeitung
- Daniel Krochmalnik (* 1956), Professor für Jüdische Religion und Philosophie an der Universität Potsdam
- Damian Läge (* 1961), Professor für Psychologie an der Universität Zürich
- Katja Langenbucher, (* 1968), deutsche Rechtswissenschaftlerin und Universitätsprofessorin
- Ulrich L. Lehner (* 1976), deutsch-amerikanischer Historiker und Theologie an der University of Notre Dame
- Stefan Leifert, (* 1977) deutscher Journalist[31]
- Jonas Lüscher, (* 1976), schweizerischer Schriftsteller und Essayist
- Patrizia Nanz, (* 1965), wissenschaftliche Direktorin am Institute for Advanced Sustainability Studies und Professorin für transformative Nachhaltigkeitswissenschaft an der Universität Potsdam
- Maria Neubrand, (1955–2020), Professorin für Neues Testament in Paderborn (Kontaktstudium Erwachsenenpädagogik)
- Ulf Poschardt, (* 1967), Chefredakteur der Welt-Gruppe
- Richard Schaeffler (1926–2019), Professor für philosophisch-theologische Grenzfragen an der Ruhr-Universität Bochum
- Thomas Schärtl-Trendel, (* 1969), Professor für Philosophische Grundfragen der Theologie an der Fakultät für Katholische Theologie der Universität Regensburg
- Erich Schröger, Professor für Biologische Psychologie an der Universität Leipzig
- Nathalie von Siemens, Mitglied im Aufsichtsrat der Siemens AG[32]
- Ludwig Steinherr, (* 1962), deutscher Schriftsteller
- Oswald Schwemmer, Professor für Philosophische Anthropologie und Kulturphilosophie an der Humboldt-Universität zu Berlin
- Rudolf Voderholzer, (* 1959), Bischof von Regensburg
- Katja M. Vogt, Professorin für Philosophie an der Columbia University[33]
- Markus Vogt, Professor für Christliche Sozialethik an der Ludwig-Maximilians-Universität in München

### Weitere Studenten (Auswahl)
- Erwin Teufel, CDU-Politiker und von 1991 bis 2005 Ministerpräsident des Landes Baden-Württemberg, studierte von 2005 bis 2008 (5 Semester) an der Hochschule, ohne einen Abschluss anzustreben; er gehört somit nicht zu den Alumni.